# إليزابيث إل. غاردنر
إليزابيث إل. غاردنر (بالإنجليزية: Elizabeth L. Gardner)‏ هي طيارة أمريكية، ولدت في 1921، وتوفيت في 2011.